# Grovkaliber
Grovkaliber, även tung kaliber eller svår kaliber avser allmänt den högsta kaliberklassen, där den minsta kallas finkaliber (lätt) och mellersta mellankaliber (medeltung/medelsvår) med mera.

## Militärt
I modern militär definition brukar grovkaliber avse kaliber högre än 60 milimeter men begreppet är relativt.
Inom artilleri har svenska armén använt tung kaliber om kalibrar över 149 mm medan svenska marinen har använt svår kaliber om kalibrar över 203 mm.

## Civilt
Svenska pistolskytteförbundet indelar sportskyttevapen i finkalibriga pistoler och revolvrar med kaliber 5,6 mm och grovkalibriga pistoler och revolvrar med kaliber 7,65-11,4 mm. Militärt följer finkaliber under 20 mm kaliber.